# Теория на информацията
Теорията на информацията е клон от теорията на вероятностите и математическата статистика; неин обект е информацията.
Теорията на информацията е свързана с информационната ентропия, информационните и комуникационните системи, предаването на данни и теорията на скоростта на изказването, криптографията, корекцията на грешки и други близко граничещи области.
Основоположник на тази област е Клод Шанън с публикуването на труда „Математическа теория на комуникациите“ (на английски: A Mathematical Theory of Communications) през 1948 г.
През 1967 г. професор Робърт Тейлър учредява първото научно дружество за информационна наука. Информацията се определя като обмен на данни между индивидите, между автоматите, обмен на сигнали в растителния и животински свят, предаване на признаци от клетка в клетка, от организъм в организъм.
Информацията се предава под формата на съобщения през информационни канали. Информационните съобщения изпълняват 3 основни функции:
1. десигнативна[1] – отразява обикновената информация за обкръжаващата ни действителност;
2. експресивна[2] – отразява мотивите, целите на индивида, предаващ някакво съобщение;
3. инструментална[3] – отразява въздействието на информационното съобщение върху получателя.

Всяко едно информационно съобщение има няколко аспекта:
1. количествен,
2. семантичен[4] (съдържателен),
3. структурен (отразява степента на сложност),
4. прагматичен[5] (използваемостта на съобщението).

Всяко информационно съобщение се състои от три части: смисъл, знак, физически носител.
Трите основни характеристики на информацията са количество, качество и ценност.
1. Количество – изразява се в/с битове (Клод Шенън) – понятие с два равновероятни изхода е 1 бит.
2. Качество – има три аспекта:
  1. смисъл – анализира се съдържанието (анализ на съдържанието – content analysis);
  2. структура – степента на сложност на информационната структура, свързана със смисъла;
  3. сложност на информационното съобщение.
3. Ценност – има субективен характер, защото зависи от индивида и целите му. Тя е свързана с две фундаментални понятия:
  1. релевантност[6] – изисква информационните съобщения да отговарят на тематиката на запитване;
  2. пертинентност[7] – информацията, която е нова за потребителя, изменя представите му за даден обект, процес, явление или допълва неговото знание в друг аспект.

Двете понятия не са синоними. Има изискване за достоверност, актуалност, новост, многоаспектност и т.н. Формите на съществуване на информацията са три:
1. асимилативна[8] – получателят на информация я асимилира, обработва и запаметява;
2. документална – записва се на някакъв физически носител;
3. комуникативна[9] – разновидност са цифровата (дигиталната) и мултимедийната – обмен на данни и факти между индивиди, автомати и др.